# Sugar Grove (Illinois)
Sugar Grove is een plaats (village) in de Amerikaanse staat Illinois, en valt bestuurlijk gezien onder Kane County.

## Demografie
Bij de volkstelling in 2000 werd het aantal inwoners vastgesteld op 3909. In 2006 is het aantal inwoners door het United States Census Bureau geschat op 9025, een stijging van 5116 (130,9%).

## Geografie
Volgens het United States Census Bureau beslaat de plaats een oppervlakte van 16,7 km², geheel bestaande uit land. Sugar Grove ligt op ongeveer 224 m boven zeeniveau.

## Plaatsen in de nabije omgeving
De onderstaande figuur toont nabijgelegen plaatsen in een straal van 12 km rond Sugar Grove.

## Geboren
- Leah Hayes (21 oktober 2005), zwemster